# Motore a otto cilindri contrapposti
Il motore a otto cilindri contrapposti, noto anche come otto cilindri boxer o otto cilindri piatto, è un motore a pistoni con otto cilindri, di cui quattro su ciascun lato di un unico albero motore centrale.
Un motore a otto cilindri contrapposti che utilizza una configurazione boxer, in cui ogni coppia di cilindri opposti si muove contemporanea verso l'interno e l'esterno del motore, è chiamato motore boxer a otto cilindri.
I motori a otto cilindri orizzontali sono meno comuni dei motori V8, tuttavia sono stati utilizzati anche sulle automobili, tra cui alcune vetture da corsa della Porsche negli anni '60. Occasionalmente sono stati utilizzati anche come motori per aerei e mezzi nautici.

## Design
I vantaggi di un motore a otto cilindri contrapposti sono la lunghezza minima e il baricentro basso. Uno svantaggio è la sua larghezza maggiore rispetto a un motore V8 o otto cilindri in linea. Un otto motore piatto è in grado di avere un perfetto equilibrio primario e secondario.
Un motore boxer a otto cilindri ha un singolo pistone per perno dell'albero motore, che aumenta l'offset tra le bancate dei cilindri. Un boxer a otto cilindri con nove cuscinetti principali può essere pensato come due motori boxer a quattro cilindri disposti da un capo all'altro con un angolo di fase di 90° tra i loro alberi motore.
In alternativa, un motore a otto cilindri contrapposti in cui i pistoni corrispondenti delle due bancate opposte condividono un perno dell'albero a gomiti è spesso chiamato "motore a V di 180 gradi". Una possibile configurazione per questo progetto è l'utilizzo di un albero motore a due piani. Un'altra configurazione è quella di utilizzare un albero motore a un piano di 180° con i perni dell'albero motore anteriore e posteriore nella stessa posizione, mentre i due perni centrali sono nella posizione opposta.

## Utilizzo nelle automobili

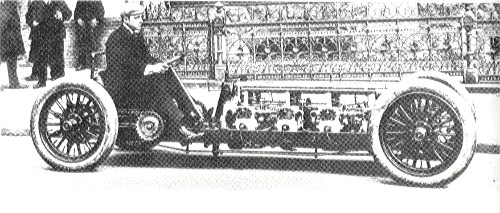
Buffum modello G Greyhound

Uno dei primi motori motore a otto cilindri contrapposti è stato utilizzato nell'auto da corsa Buffum Model G Greyhound del 1904, che utilizzava un motore basato su due dei quattro motori motore a quattro cilindri contrapposti di Buffum uniti insieme. Il Modello G è stato costruito negli Stati Uniti ed è stato introdotto un anno dopo il Bullet No. 2 della Winton Motor Carriage Company, che utilizzava un motore 8 cilindri in linea. Più o meno nello stesso periodo, i primi motori V8 cominciarono ad apparire in Europa.
Diverse auto da corsa hanno utilizzato motori a otto cilindri contrapposti su misura basati su due motori a quattro cilindri in linea e un albero motore personalizzato. Questi includono l'Anderson Specials Number 2 del 1928 costruito in Scozia utilizzando due motori Humber 9/20.  L'auto è esposta alla Kelvingrove Art Gallery and Museum di Glasgow. Un altro esempio è un progetto del Eagle 72 del 1977 condotto da Bruce Crower negli Stati Uniti. Questo motore utilizzava le testate dei cilindri di due motori Chevrolet Cosworth Vega. Nel 1969 fu costruito un esemplare di motore per il pilota Emerson Fittipaldi per competere nella gara endurance Mille miglia di Guanabara. Questo motore a otto cilindri contrapposti è stato realizzato unendo due carter di un motore Volkswagen a quattro cilindri contrapposti da 1,3 litri con una guarnizione elastomerica e che collega i due alberi motore insieme. Diversi motori simili basati su Volkswagen furono costruiti per le auto da corsa di Fittipaldi nei primi anni '70.

### Porsche

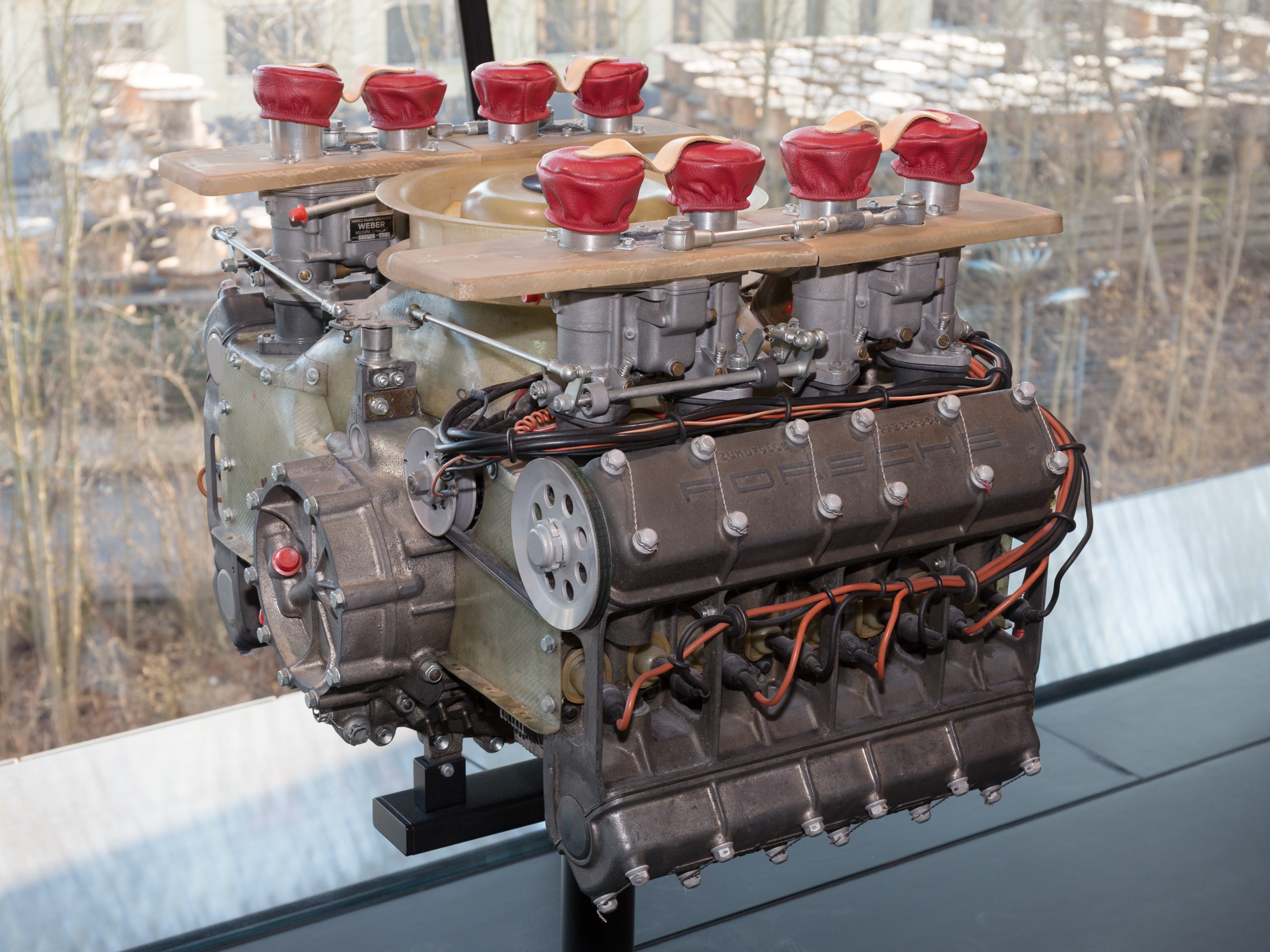
Motore Porsche 771

Porsche ha utilizzato motori a otto cilindri contrapposti in varie auto da corsa negli anni '60.
Il primo motore a otto cilindri contrapposti Porsche era il Tipo 753. I lavori sono iniziati nel 1960, in seguito all'annuncio di un limite di cilindrata di 1,5 litri per la stagione 1961 di Formula Uno. Progettato da Hans Mezger e Hans Honich, il motore include alberi a camme in testa a doppio albero azionati da albero, un basamento in magnesio in due pezzi, otto canne dei cilindri alettati individuali, un albero motore solido che gira su nove cuscinetti principali e accensione elettronica Lucas. La versione del Tipo 753 utilizzata per il suo debutto al Gran Premio di Formula 1 olandese del 1962 produsse 190 CV (138 kW). Al Gran Premio di Francia del 1962, il motore Tipo 753 consegnò alla Porsche l'unica vittoria in una gara di F1 come costruttore, su una 804 guidata da Dan Gurney. Il 753 ha anche influenzato il design del motore a sei cilindri contrapposti utilizzato nella prima generazione di Porsche 911.
Una versione della Porsche motore a otto cilindri contrapposti da 2 litri, designata come Tipo 771, fu sviluppata insieme al Tipo 753. Questo motore era destinato alle auto sportive e alle gare di durata ed è stato utilizzato sulle auto da corsa Porsche 718 W-RS, Porsche 904/8, Porsche 906, Porsche 907, Porsche 909 e Porsche 910 tra il 1962 e il 1968. Una versione del Tipo 771 ampliata a 2,2 litri è stato designato Tipo 771/1.
Nel 1968, un nuovo motore a otto cilindri contrapposti chiamato Tipo 908 fu introdotto nella Porsche 908, che gareggiò nella categoria di auto sportive prototipo del Gruppo 6. Il Tipo 908 non era basato sul Tipo 771, ma sul motore a sei cilindri da corsa del Tipo 916 con due cilindri aggiuntivi. Porsche ha anche installato motori Tipo 908 in due vetture stradali a motore centrale Porsche 914/8. Il primo di questi era uno studio di concetto costruito dal capo del reparto corse, e il secondo è stato realizzato come regalo per il 60º compleanno del presidente dell'azienda.
Sebbene Porsche non abbia mai prodotto auto stradali con un motore a otto cilindri contrapposti, un prototipo di tale motore è stato costruito alla fine degli anni '60 e all'inizio degli anni '70. Durante questo periodo, Porsche era stato incaricato dalla Volkswagen di sviluppare il "Progetto EA266", un sostituto per il Maggiolino Volkswagen. Il progetto EA266 era alimentato da un motore a quattro cilindri in linea raffreddato ad acqua che era montato longitudinalmente sotto il sedile del passeggero posteriore con i cilindri orientati orizzontalmente. Porsche lo ha studiato utilizzando il telaio del progetto EA266 come base per un sostituto a motore centrale per la Porsche 911 chiamato "Tipo 1966". Come parte del processo di sviluppo della Tipo 1966, fu costruito un prototipo di motore a otto cilindri contrapposti raffreddato ad acqua. Tuttavia, il progetto EA266 fu annullato dalla Volkswagen, tutti i materiali relativi alla Tipo 1966 furono distrutti, incluso il prototipo del motore a otto cilindri contrapposti.

## Utilizzo aeronautico

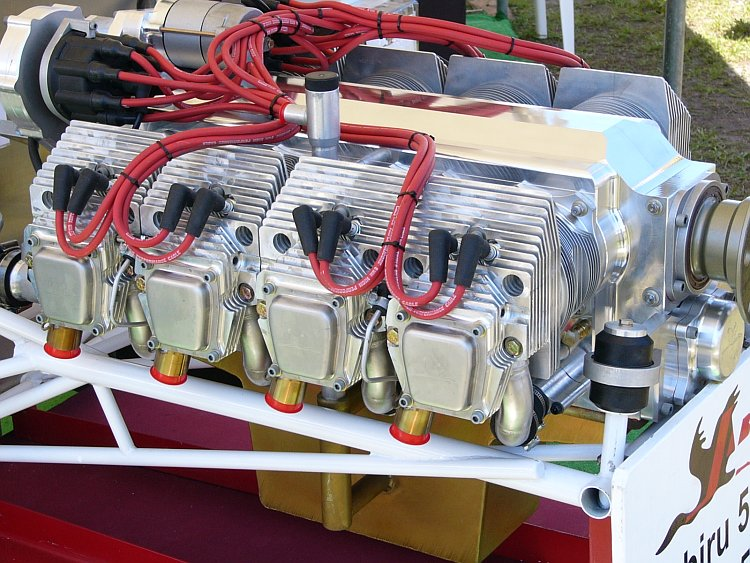
Motore aeronautico Jabiru 5100

Negli anni sono stati prodotti diversi motori a otto cilindri contrapposti per aerei:
- 1961-presente Lycoming IO-720. Raffreddato ad aria, 11,8 litri
- 1969-1975 Continental Tiara 8-380 (O-540) e T8-450 (O-540). Raffreddato ad aria, 8,9 litri
- 1997-200? Jabiru 5100 . Raffreddato ad aria, 5,1 litri[21]
- 2013-???? Sistemi di propulsione ingegnerizzati Vision 350. Turbo-diesel, raffreddato ad acqua, 4,4 litri[22][23]

## Utilizzo marittimo
I motori a otto cilindri contrapposti sono usati raramente nelle applicazioni marine, con il motore fuoribordo Fageol VIP 88 del 1957 che è un raro esempio di motore di serie. Il VIP 88 era composto da due Blocchi motore Crosley da 0,7 litri uniti su un albero motore comune.
Un altro motore marino era il motore marino Miller 148 un esemplare, costruito nel 1928 e utilizzato nella barca da corsa Miss Rioco III. La Miller 148 aveva due alberi a camme in testa e una cilindrata di 2,4 litri.